# Myslivny
Myslivny (en alemán: Försterhäuser) es una localidad dentro del territorio de Boží Dar en la República Checa. Está formado por pocas casas dispersas y el embalse de Myslivny.

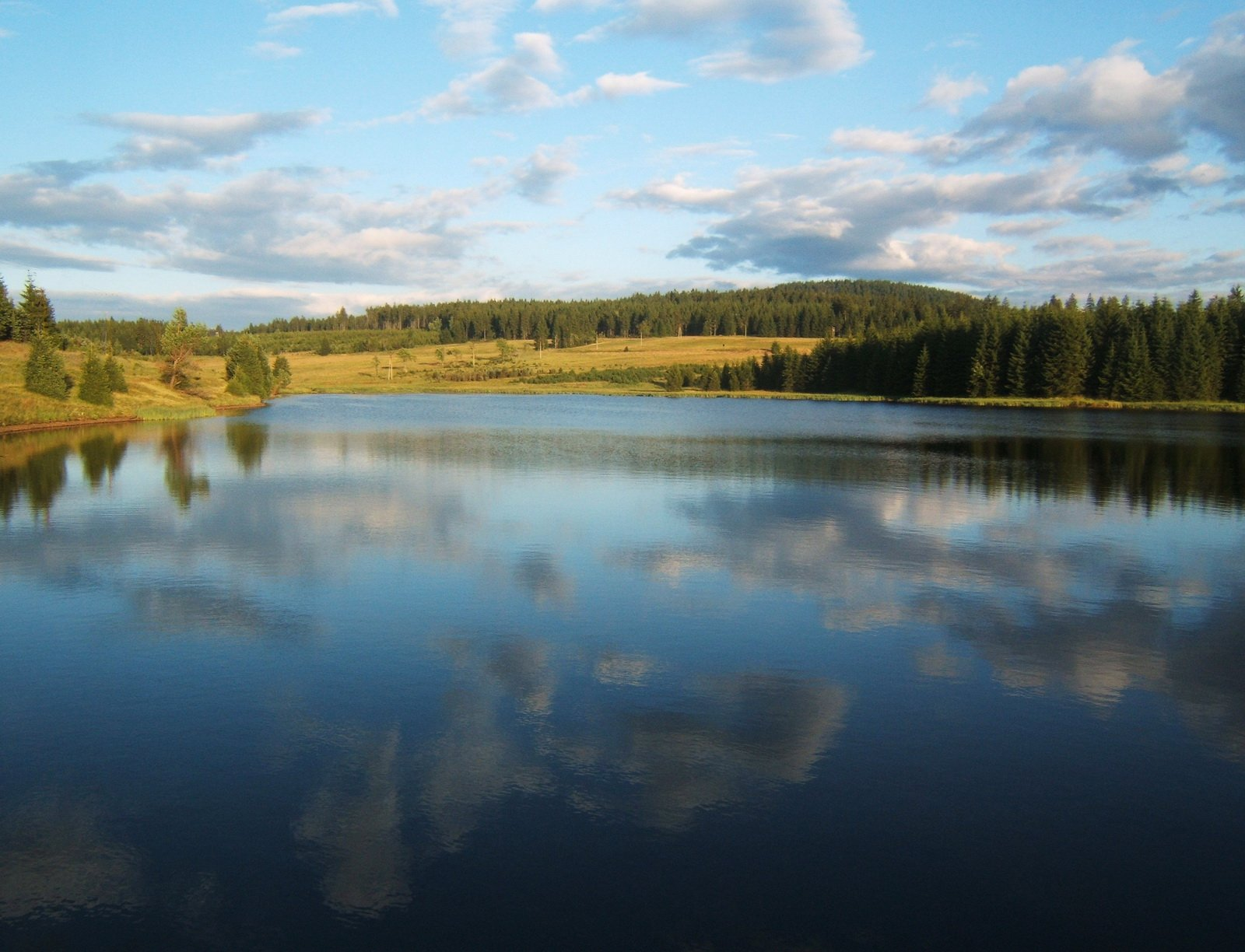
Embalse de Myslivny

## Ubicación
Myslivny se encuentra a una altitud de 950 a 970 metros sobre el nivel del mar en las tierras altas de los Montes Metálicos superiores. La localidad, que se encuentra a 2 kilómetros al noroeste de la montaña Božídarský Špičák en el arroyo Černá entre Boží Dar y Horní Blatná, está rodeada de bosques altos y anteriormente era un popular lugar de retiro de verano y deportes de invierno.

## Historia
Hasta el siglo XVI, el lugar perteneció a la Baronía de Schwarzenberg.
La población vivía de la agricultura, la silvicultura y la confección de encajes de bolillos. Entre 1929 y 1932, el escritor griego Nikos Kazantzakis y su segunda esposa se quedaron varios meses de vacaciones y escribiendo. Tras la expulsión de los germanófonos en 1946, muchas casas fueron derribadas.